# جام طلایی کونکاکاف زنان
جام طلایی کونکاکاف زنان، یک تورنمنت فوتبال است که توسط کونکاکاف سازمان یافته‌است که اغلب به عنوان رقابت مقدماتی برای جام جهانی فوتبال زنان عمل می‌کند. در سال‌هایی که مسابقات در خارج از دوره جامع جام جهانی برگزار می‌شود، اعضای بیرون کونکاکاف حضور یافته‌اند. کونکاکاف (کنفدراسیون فوتبال اتحادیهٔ شمالی، آمریکای مرکزی و کارائیب) اداره کننده فوتبال برای آمریکای شمالی، آمریکای مرکزی و کارائیب است. موفق‌ترین کشور ایالات متحده بوده‌است و در سال ۲۰۲۲ عنوان نهمین قهرمانی را کسب کرده‌است.